# Серж Ор'є
Серж Але́н Стефа́н Ор'є́ (фр. Serge Alain Stéphane Aurier, нар. 24 грудня 1992 року, Урагайо) — івуарійський Футболіст, правий захисник, півзахисник клубу Прем’єр-ліги «Ноттінгем Форест». Гравець національної збірної Кот-д’Івуару.
Ор'є переїхав до Франції в дитинстві й грав за «Ланс», «Тулузу» і «Парі Сен-Жермен», вигравши з останнім 11 трофеїв. Загалом він провів 195 матчів у Франції та двічі був у команді року Ліги 1. У 2017 році він перейшов у «Тоттенгем Готспур» за суму близько 23 мільйонів фунтів стерлінгів і залишив клуб після обопільного розірвання контракту в серпні 2021 року.
У 2013 році Ор’є дебютував за збірну Кот-д’Івуару та провів понад 80 матчів, є її капітаном з 2017 року. Він представляв збірну на Чемпіонаті світу з футболу 2014 року та чотирьох турнірах Кубка африканських націй, вигравши турнір 2015 року.

## Клубна кар'єра

### «Ланс»
Народився 24 грудня 1992 року в місті Абіджан. Вихованець юнацьких команд футбольних клубів Стад д'Абіджан, Вільпент і «Ланс» II.
У дорослому футболі дебютував 2009 року виступами за команду клубу «Ланс», в якій провів три сезони, взявши участь у 56 матчах чемпіонату.

### «Тулуза»
До складу клубу «Тулуза» приєднався на початку 2012 року. За 2,5 роки встиг відіграти за команду з Тулузи 72 матчі в національному чемпіонаті.

### «ПСЖ»
23 липня 2014 року приєднався до складу діючого чемпіона Франції «Парі Сен-Жермен» на умовах річної оренди з правом викупу. Протягом свого першого сезону в «ПСЖ» зміг добре себе зарекомендувати, й у квітні 2015 року паризький клуб скористався правом викупу трансферу гравця, уклавши з ним чотирирічний контракт.

### «Тоттенгем»
31 серпня 2017 року перейшов до «Тоттенгем Готспур» за 25 мільйонів євро.

## Виступи за збірну
2013 року дебютував в офіційних матчах у складі національної збірної Кот-д'Івуару. Станом на серпень 2019 року провів у формі головної команди країни 51 матч.
| Дата       | Місто         | Господарі    | Результат             | Гості        | Турнір                                      | Голи | Примітки                  |
| ---------- | ------------- | ------------ | --------------------- | ------------ | ------------------------------------------- | ---- | ------------------------- |
| 08-06-2013 | Бакау         | Гамбія       | 0 – 3                 | Кот-д'Івуар  | Відбір до ЧС 2014                           | -    |                           |
| 16-06-2013 | Дар-ес-Салам  | Танзанія     | 2 – 4                 | Кот-д'Івуар  | Відбір до ЧС 2014                           | -    |                           |
| 14-08-2013 | Іст-Ратерфорд | Мексика      | 4 – 1                 | Кот-д'Івуар  | товариський матч                            | -    |                           |
| 07-09-2013 | Абіджан       | Кот-д'Івуар  | 1 – 1                 | Марокко      | Відбір до ЧС 2014                           | -    |                           |
| 12-10-2013 | Абіджан       | Кот-д'Івуар  | 3 – 1                 | Сенегал      | Відбір до ЧС 2014                           | -    |                           |
| 16-11-2013 | Касабланка    | Сенегал      | 1 – 1                 | Кот-д'Івуар  | Відбір до ЧС 2014                           | -    |                           |
| 05-03-2014 | Брюссель      | Бельгія      | 2 – 2                 | Кот-д'Івуар  | товариський матч                            | -    |                           |
| 04-06-2014 | Фриско        | Сальвадор    | 1 – 2                 | Кот-д'Івуар  | товариський матч                            | -    |                           |
| 14-06-2014 | Ресіфі        | Кот-д'Івуар  | 2 – 1                 | Японія       | ЧС 2014                                     | -    |                           |
| 19-06-2014 | Бразиліа      | Колумбія     | 2 – 1                 | Кот-д'Івуар  | ЧС 2014                                     | -    |                           |
| 24-06-2014 | Форталеза     | Греція       | 2 – 1                 | Кот-д'Івуар  | ЧС 2014                                     | -    |                           |
| 06-09-2014 | Абіджан       | Кот-д'Івуар  | 2 – 1                 | Сьєрра-Леоне | Відбір до Кубка африканських націй 2015     | -    |                           |
| 10-09-2014 | Яунде         | Камерун      | 4 – 1                 | Кот-д'Івуар  | Відбір до Кубка африканських націй 2015     | -    | 59'                       |
| 11-10-2014 | Кіншаса       | ДР Конго     | 1 – 2                 | Кот-д'Івуар  | Відбір до Кубка африканських націй 2015     | -    | 54'                       |
| 15-10-2014 | Абіджан       | Кот-д'Івуар  | 3 – 4                 | ДР Конго     | Відбір до Кубка африканських націй 2015     | -    |                           |
| 14-11-2014 | Фрітаун       | Сьєрра-Леоне | 1 – 5                 | Кот-д'Івуар  | Відбір до Кубка африканських націй 2015     | -    |                           |
| 19-11-2014 | Абіджан       | Кот-д'Івуар  | 0 – 0                 | Камерун      | Відбір до Кубка африканських націй 2015     | -    |                           |
| 15-01-2015 | Абу-Дабі      | Кот-д'Івуар  | 0 – 2                 | Швеція       | товариський матч                            | -    |                           |
| 20-01-2015 | Малабо        | Кот-д'Івуар  | 1 – 1                 | Гвінея       | Кубок африканських націй 2015 - 1-й етап    | -    |                           |
| 24-01-2015 | Малабо        | Кот-д'Івуар  | 1 – 1                 | Малі         | Кубок африканських націй 2015 - 1-й етап    | -    |                           |
| 28-01-2015 | Малабо        | Кот-д'Івуар  | 1 – 0                 | Камерун      | Кубок африканських націй 2015 - 1-й етап    | -    |                           |
| 01-02-2015 | Малабо        | Кот-д'Івуар  | 3 – 1                 | Алжир        | Кубок африканських націй 2015 - чвертьфінал | -    |                           |
| 04-02-2015 | Бата          | Кот-д'Івуар  | 3 – 1                 | ДР Конго     | Кубок африканських націй 2015 - півфінал    | -    | 76'                       |
| 08-02-2015 | Бата          | Кот-д'Івуар  | 0 – 0 д.ч. (9-8 п.п.) | Гана         | Кубок африканських націй 2015 - Фінал       | -    | 2-й континентальний титул |
| Усього     |               | Матчів       | 24                    |              | Голів                                       | 0    |                           |

## Досягнення
- Чемпіон Франції (2): 2015, 2016
- Володар Кубка Франції  (3): 2015, 2016, 2017
- Володар Кубка французької ліги (4): 2014, 2015, 2016, 2017
- Володар Суперкубка Франції (3): 2014, 2015, 2016
- Чемпіон Туреччини (2): 2023-24
- Володар Суперкубка Туреччини (1): 2023

Збірні
- Переможець Кубка африканських націй (2): 2015, 2024